# Maioten

Römisches Reich und Nachbarstämme 125 n. Chr. mit den „Maeotae“ östlich des Asowschen Meeres (hier als iranischer Stammesverband).

Die Maioten waren ein antiker Nachbar-Stammesverband der Sarmaten, die im Gegensatz zu den zumeist nomadisierenden Nachbarstämmen sesshafte Ackerbauern waren. In antiken Quellen werden sie etwa vom 5. Jahrhundert v. Chr.–3. Jahrhundert n. Chr. erwähnt. Funde gab es unter anderem im Gebiet auf der Taman-Halbinsel sowie im Gebiet des Kaukasus. Hier zeigte sich auch, dass dieses Gebiet von der griechischen Kultur bereits stark beeinflusst wurde. Einige Maiotenstämme gehörten zeitweilig zum griechisch dominierten Bosporanischen Reich oder waren mit ihm verbündet. Auf den Namen der Maioten geht die altgriechische Bezeichnung des Asowschen Meeres Maiōtis und ihre lateinische Abwandlung Maeotius zurück, an dessen Ufern, besonders den östlichen, sie bis in den westlichen Kaukasus hinein lebten.

## Stämme

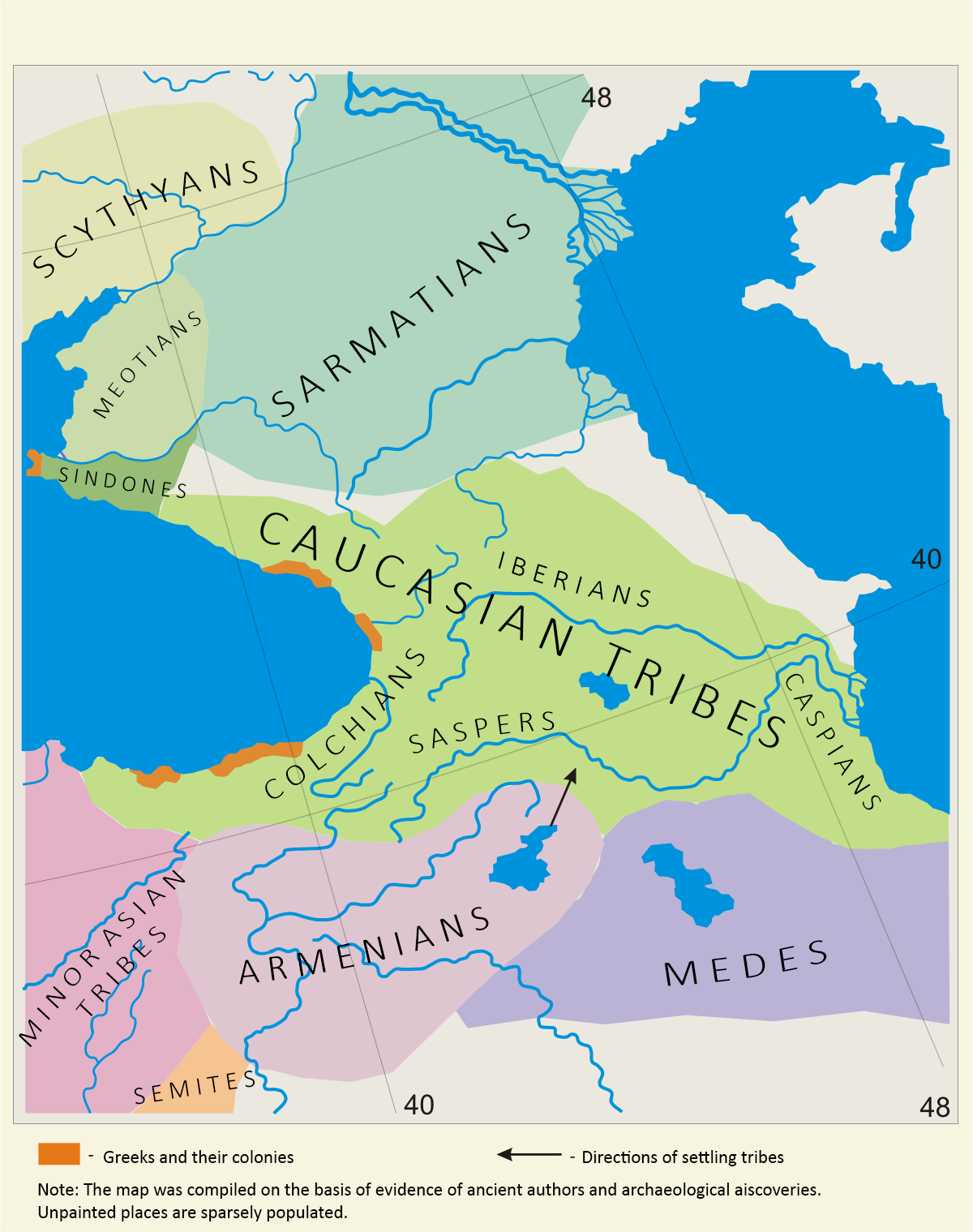
Kaukasische Stämme (hellgrün), griechische Städte (orange), Sindi (dunkelgrün, Taman-Halbinsel), Maioten (nördlicher), Sarmaten und Skythen (Norden), 5.–4. Jahrhundert v. Chr.

Die Maioten werden in mehreren antiken Quellen, insbesondere in Strabons Geographika, Buch XI.2 beschrieben. Dabei werden die Stämme der Sindi, Dandarii, Torreatae, Agri, Arechi, Tarpetes, Obidiaceni, Sittaceni, Dosci und Aspurgiani (latinisierte Namensformen) erwähnt, es soll noch mehr gegeben haben. Besonders oft wurden in Quellen die Sindi erwähnt. Ob es sich um einen politischen Stammesverband handelte, oder der Begriff Maioten eher ein Oberbegriff war, ist eine offene Frage.

## Sprache, Herkunft und Archäologie

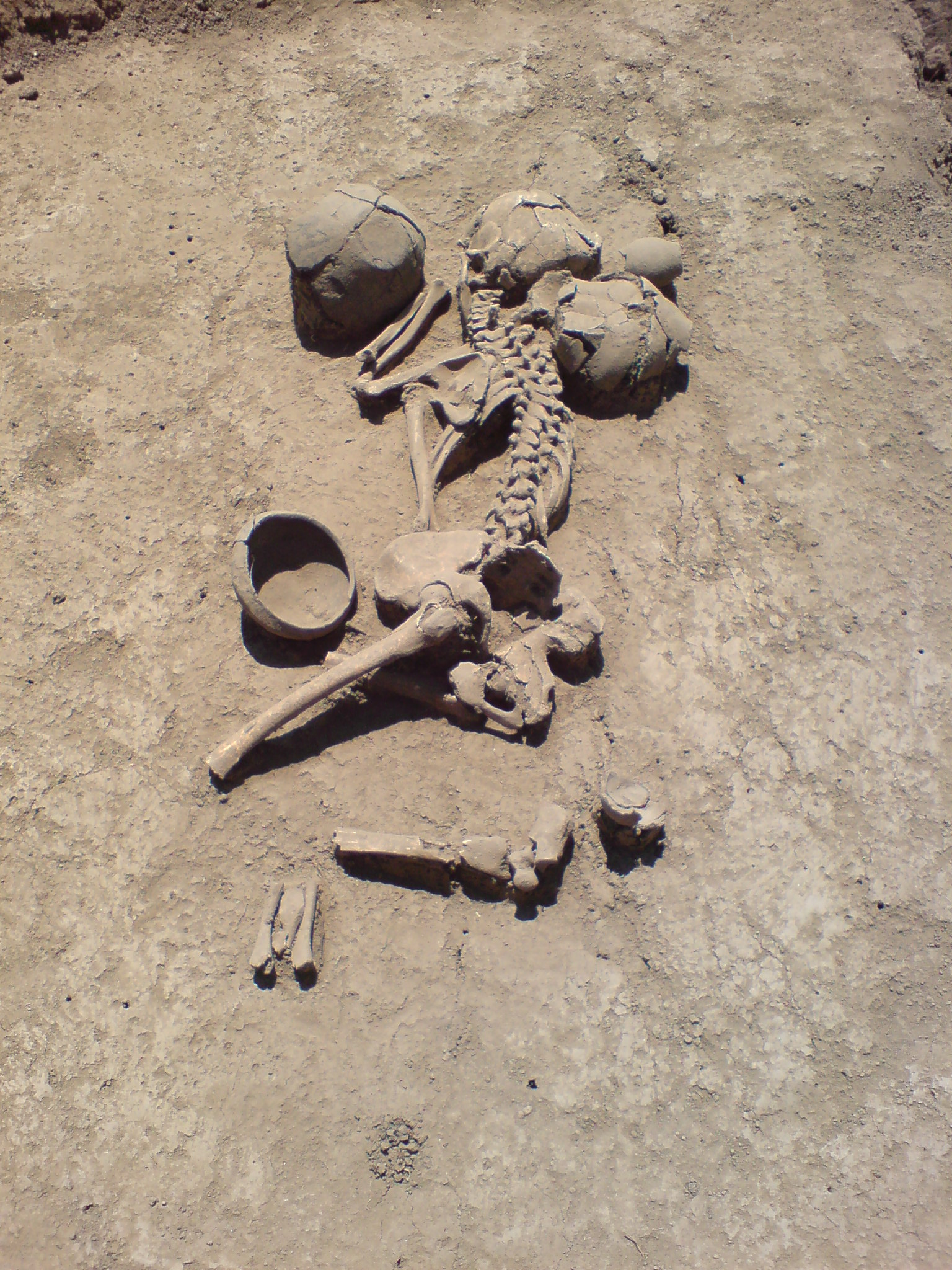
Maiotisches Grabmal in der Region Krasnodar zwischen 4. und 2. Jahrhundert v. Chr.

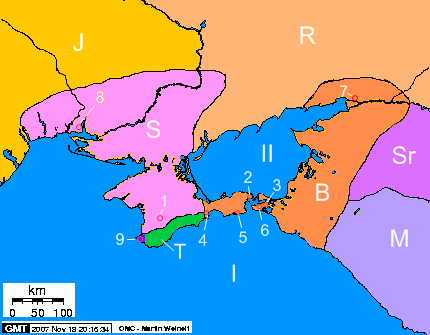
M: Maioten; Sr: Siraken; B: Bosporanisches Reich (später größer); T: Taurer; S: Skythisches Restreich; R: Roxolanen; J: Jazygen im 2. Jahrhundert v. Chr.

Die Sprache der Maioten ist nicht erhalten und unbekannt. Antike Autoren charakterisieren sie als skythischen oder sarmatischen Stammesverband, was bedeuten könnte, dass sich hier altiranisch-sprachige, ursprünglich nomadische Gruppen angesiedelt haben könnten. Dafür sprächen auch archäologisch feststellbare Ähnlichkeiten der materiellen Kultur mit nördlicheren Nomaden in der Bestattungskultur (Gesicht und Knie nach Osten), Keramik oder Kleidungsstilen, weshalb diese Hypothese in älterer und westlicher Forschung relativ weit verbreitet ist. Ursprünglich von Karl Eichwald ausgehend, war zeitweilig auch die Hypothese populär, es könnte sich um andere Gruppen indoiranischer Sprachen, speziell eine nach Westen versprengte Gruppe indoarischer Sprachen gehandelt haben (ähnlich einem Teil der Bevölkerung des antiken Reiches Mitanni). Diese Hypothese wurde aber vor einigen Jahrzehnten von Wilhelm Eilers und Manfred Mayrhofer als Spekulation zurückgewiesen, dessen einzige Basis die wahrscheinlich zufällige Namensähnlichkeit des Stammes der Sindi mit Indien (Hind bzw. Sind) ist, und wird deshalb heute in Fachliteratur nicht mehr vertreten. Einige Autoren halten auch Bezüge zu den im 8. Jahrhundert v. Chr. vor den Skythen aus der heutigen Ukraine über den Westkaukasus nach Anatolien geflüchteten Kimmerern für denkbar. Besonders die iranische Hypothese wird bis heute von einigen Autoren vertreten.
In eine vollkommen andere Richtung weisen sowjetische und russische Forschungen. Untersuchungen von Gewässernamen, Bergnamen und anderer geographischer Namen – in vielen Gebieten oft sehr alte Bezeichnungen – wiesen im Gebiet östlich des Asowschen Meeres bis in den Westkaukasus auf einen sehr dominanten Einfluss der nordwestkaukasischen Sprachfamilie und einen nur geringen der iranischen/indoiranischen Sprachen. Auch die in Quellen überlieferten Namen maiotischer Stammeskönige und ihrer Angehörigen wiesen eher in Richtung kaukasischer, speziell nordwestkaukasischer Sprachen, als iranischer Sprachen. Demnach wären die maiotischen Stämme eher sprachliche Vorläufer der späteren Kerketen und der noch späteren Tscherkessen gewesen, eventuell im Gegensatz zum östlichen Nachbarstammesverband der Siraken, die vielleicht wirklich sesshaft gewordene Sarmaten waren. Dabei wurde darauf hingewiesen, dass es zwischen dem Westkaukasus und der Steppenregion einen kulturellen Annäherungsprozess gab, der bei der Ersterwähnung der Maioten bereits ca. 3000 Jahre angedauert hatte. Die archäologische Ähnlichkeit der Maioten könnte also nicht Indiz einer sarmatischen Ansiedlung, sondern Ergebnis dieser langen Prozesse sein. Weiter ist bekannt, dass die Charakterisierung als „Skythen“ oder „Sarmaten“ bei vielen antiken Autoren keine historischen Zusammenhänge aufzeigt, sondern eher eine unklare geografische Sammelbezeichnung ist. Auch die in antiken Quellen angedeutete starke politische Zersplitterung in zahlreiche Stämme spräche eher für seit langem im zerklüfteten Gebirge und der Umgebung sesshafte Bevölkerungsgruppen, als für gerade erst angesiedelte mobile Nomadenstämme. Diese Hypothese hat sich in sowjetischer und russischer Forschung so weithin durchgesetzt, dass sie auch in der Großen Sowjetischen Enzyklopädie erwähnt wurde. International gibt es aber weiterhin Debatten. Die Zugehörigkeit zu einem Stammesverband muss auch nicht bedeuten, dass alle Stämme dieselbe Herkunft und Sprache hatten.
Darstellungen der Maioten, die Kaiser Mark Aurel um Frieden bitten, finden sich auf der Mark-Aurel-Säule in Rom.